# Ленинградская симфония (фильм)
«Ленинградская симфония» — советский художественный фильм 1957 года режиссёра Захара Аграненко. Был снят к 15-летию ленинградской премьеры симфонии № 7 композитора Дмитрия Шостаковича.

## Сюжет
История первого исполнения в осаждённом Ленинграде симфонии № 7 Дмитрия Шостаковича в августе 1942 года.

## В ролях
- Владимир Соловьёв — Николай Логинов
- Ольга Малько — Валентина Николаевна Орлова
- Сергей Курилов — Павел Орлов
- Елена Строева — Надежда Николаевна Волкова
- Роберт Бушков — Александр Волков
- Жанна Сухопольская — Нина Сергеева
- Николай Крючков — Михаил Иванович Поляков
- Максим Штраух — профессор Багдасаров
- Марк Перцовский — дирижёр Орест Владимирович Добросельский
- Михаил Туманишвили — Ромашкин
- Евгений Тетерин — Громов
- Иван Коваль-Самборский — старый боец, однополчанин Волкова
- Юрий Кротенко — Соловьёв
- Владимир Дамский — Дудковский
- Николай Новлянский — Ермолай Капитонович
- Валентин Печников — Борькин-старший
- Владимир Борискин — Борькин-младший
- Алла Демидова — студентка профессора Багдасарова
- Станислав Любшин — заснувший студент профессора Багдасарова
- Микаэла Дроздовская
- Юлиан Панич
- Глеб Селянин
- Зоя Фёдорова
- Сергей Филиппов
- Юрий Киреев — Гапоненко

## Съёмочная группа
- Автор сценария: Захар Аграненко
- Режиссёр: Захар Аграненко
- Оператор: Борис Монастырский
- Художник-постановщик: Давид Виницкий

## Дебюты
В картине дебютировали актеры театра и кино Алла Демидова и Станислав Любшин.